# Лежава, Георгий Ильич
Георгий Ильич Лежава (груз. გიორგი ილიას ძე ლეჟავა, 4 июля 1903, Лахундара, Имеретия — 6 января 1977) — грузинский советский архитектор. Заслуженный деятель искусств Грузинской ССР (1961).

## Биография
Родился в семье ремесленника, в детские годы жил в Зестафони, где отец работал швецом. Не имея возможности прожить ремеслом из-за малого количества заказов на чохи, отец позднее, в 1919 году, устроился грузчиком на шахту в Чиатуре. Сам не имея образования, он всячески старался обучить своих детей (Георгия и второго сына, родившегося в 1908 году), притом увлечения Георгия рисованием он не поощрял.
Окончив начальное училище, в 1919 году Георгий направляется в Тифлис, живёт там у своего дяди, рабочего-токаря в железнодорожных мастерских, а в 1920 году поступает на строительное отделение индустриального техникума, учёбу в техникуме совмещает с занятиями в художественной студии Мосе Тоидзе. В 1923 году Георгий поступает на архитектурный факультет основанной за год до того (в 1922) Академии художеств. Ректор Академии, Г. Н. Чубинашвили, особое внимание уделял изучению грузинской национальной архитектуры. Лежава учился у преподававших в Академии крупных архитекторов профессоров А. Кальгина и Н. Северова, художественному мастерству у Е. Лансере, И. Шарлеманя и Г. Гриневского. Студентом участвовал во всех экспедициях Н. Северова по изучению и обмеру памятников древней грузинской архитектуры: Убиси, Самцевриси, Цроми, Антиохия, ограда Светицховели и др., через много лет, в 1950-х, по просьбе Г. Н. Чубинашвили выполнил обмер Вачнадзианской «Квелацминды». Работы студента Лежавы отмечал вернувшийся в Грузию в 1926 году уже известный к тому времени художник Ладо Гудиашвили, организовавший зал работ Георгия на своей персональной выставке. В том же году по приглашению Котэ Марджанишвили Лежава художественно оформляет театральные постановки «Мзетамзе» и «Ламары».
С 1927 года работал помощником архитектора в проектной мастерской исполкома тифлисского горсовета. В 1928 году спроектировал здание горстрахкассы.
В 1928 году начал работать над дипломным заданием на тему: «Кино-фабрика», сотрудничает на киностудии в качестве художника в группе известного режиссера М. Калатозишвили, художник фильма «Соль Сванетии».
В 1929 году окончил Академию художеств, поступил на работу в Закавказский государственный проектный институт, продолжил обучение в аспирантуре на кафедре архитектурного проектирования. Автор проектов здания Коммунального музея в Тбилиси (I премия на закрытом конкурсе), Дома Печати, жилых домов совхоза «Кенапи» (осуществлено), клуба работников торговли, жилых домов на курорте Цагвери (осуществлено), студенческого городка для Бакинского нефтяного института (совместно с А. Кальгиным).
В 1931 году переехал в Москву, начал работать в мастерской академика А. Щусева, участник разработки проектов реконструкции Музея Революции, Дворца Советов и др. Одновременно преподает планировку в Московском архитектурном институте (1931—1936). С 1934 года — сотрудник проектной мастерской профессора В. Кокорина, выполняет проекты двухзального кинотеатра в Москве (1933, соавтор М. Джандиери), павильона ЗСФСР на Всесоюзной сельскохозяйственной выставке в Москве (руководитель — А. Курдиани), участник конкурса проектов Дворца техники в Москве (1933, соавтор М. Джандиери), Пантеона в Москве, (1933, соавтор М. Джандиери), здания панорамы «Штурма Перекопа» (1940, соавтор М. Джандиери).
Участник конкурса проектов Дома Правительства в Тбилиси, объявленного в 1932 году Правительством Грузинской ССР. В пяти этапах конкурса (1932—1935), приняли участие профессора в Кокорин и С. Чернышев, архитекторы Г. Поц, В. Кожин, М. Парусников и И. Соболев — группа академика И. Жолтовского). По результате конкурса был принят проект В. Кокорина, а в 1935 году, после дополнительного конкурса, был утвержден проект В. Кокорина, доработанный Г. Лежавой. Участник конкурса на создание проекта музея искусств «Метехи».
1938 году поступил в аспирантуру Академии Архитектуры СССР.
Участник Великой Отечественной войны, мобилизован в январе 1942 года, рядовой, в мае 1942 попал в немецкий плен под Керчью, содержался в концлагере в Калафате (Румыния), был освобождён в октябре 1944, демобилизован в октябре 1945
Выполнил проект Главного корпуса Дома Правительства Грузинской ССР (I премия), строительство осуществлено в 1953 году. Принимает участие в конкурсе проектов комплекса зданий Академии наук Грузинской ССР (I премия, 1947), по проекту были построены 10 корпусов: Институт математики, Институт геологии, Институт геофизики, Институт механики машин, Институт строительной механики и сейсмоустойчивости, Институт географии, Институт неорганической химии и электрохимии, Институт рукописей с мемориальными кабинетами Иванэ Джавахишвили и Корнелия Кекелидзе (соавт. Т. Тодрадзе, В. Цухишвили), Вычислительный центр, Центральная научная библиотека (соавт. И. Либерман) и термобарокамера. Автор проекта железнодорожной платформы в Новом Афоне (построена в 1952—1954).
В 1959 году получил, в соавторстве с архитектором Лео Мамаладзе, вторую премию (первая не была присуждена) в конкурсе на павильон Грузинский ССР на Выставке Достижений Народного Хозяйства. Выполнил проекты «Месхети» (1951), реконструкции старого тбилисского района Чугурети (1957), Парка культуры и отдыха в  Гурджаани (1955), библиотеки в деревне Гоголесубани (1967) и другие.
Похоронен в Дидубском пантеоне писателей и общественных деятелей.
Жена — архитектор Мария (Мариам) Джандиери.

## Известные работы
- Дома Правительства (1933—1953)[4]
- Академия наук Грузинской ССР (1947)
- Павильон Грузинской ССР на ВДНХ
- Хранилище Грузинского национального центра рукописей (1966)
- Ванский археологический музей имени Отара Лорткипанидзе[5]